# Океанічний вир
Океанічні круговерті це це гігантські стійкі вири (циклічні течії) океанської води, утворені спільною дією океанічних течій та, почасти, вітрів. Ці вихори викликані силою Коріоліса. У складі круговерті виокремлюються окремі стійкі течії.

## Сучасна наука виокремлює п'ять основних круговертей (круговоротів)
- Субтропічний коловорот Індійського океану
  - містить систему Агульської течії
- Північноатлантичний субтропічний круговорот або Північноатлантична круговерь
  - у складі: Гольфстрім, Лабрадорська течія, Східно-Гренландська течія, Північноатлантична течія, Північноатлантична екваторіальна течія. Містить Саргасове море.
- Південноатлантичний субтропічний круговорот або Південноатлантична круговерть
  - містить найменшу систему Бразильської течії
- Північно-Тихоокеанський субтропічний круговорот, також званий Північно-Тихоокеанський круговорот
  - Цей коловорот включає більшу частину північної частини Тихого океану. Він розташований між екватором і 50° пн. Північно-Тихоокеанський круговорот обертається за годинниковою стрілкою і має чотири основні течії: Північно-Тихоокеанська течія на півночі, Каліфорнійська течія на сході, Північна екваторіальна течія на півдні та течія Куросіо на заході.
- Південно-Тихоокеанський субтропічна круговерть
  - Система найменша система Східно-Австралійської течії

## Інші круговороти
- Антарктична циркумполярна течія
- Субполярний коловорот моря Ведделла
- Субполярний коловорот моря Росса

## Круговороти та циркуляція в океанах
Великі океанські течії переміщають значні обсяги води. Цим вони здійснюють перерозподіл тепла на поверхні планети, впливаючи на формування клімату. Крім того круговерті здійснюють перенос речовин, розчинених у воді, нерозчинних речовин та предметів, завислих у її товщі та тих, що залишилися плавати на поверхні води. Є підстави вважати, що круговерті палеоокеанів мали вплив на формування осадових порід земної кори та, відповідно, покладів корисних копалин. Круговороти мають вплив на перерозподіл вуглецю та поживних речовин по планеті.
Сучасним аспектом діяльності океанічних круговертей є нагромадження у середині них поряд із природніми рештками та організмами значних обсягів антропогенного сміття. На цей час у цьому смітті переважає пластик різних видів. Усі океанічні круговерті створюють так звані сміттєві плями відомі також під назвами сміттєві вихори, пластиковий суп. Найбільше нагромадження штучного сміття називається Північно-тихоокеанською сміттєвою плямою, (ПТСП) вона знаходиться всередині Північно-Тихоокеанського круговороту. Щільність забруднювачів з часом змінювалась, певний час вона була максимальною посередині, нині істотно більша у її західній та східній частинах. ПТСП є наочним прикладом забруднення моря пластиком.
Цікавим є факт, що ще у 1926—1927 роках у романі письменника-фантаста Олександра Бєляєва «Острів загиблих кораблів»[ru] написаному ще у 1926—1927 роках основні події розвиваються на «сміттєвому острові» у Саргасовому морі.
У середовищі океанічних круговоротів формується специфічна екосистема, яку називають пластисферою. Окремі види (наприклад, шкірясті черепахи) активно використовують їх для подолання великих відстаней, економлячи свою енергію. Останні іноді також вміють використовувати зустрічні течії, щоб плисти проти основної течії, слідуючи їй. Поряд із позитивними чинниками зростає небезпека перенесення океанськими вихорами високоінвазивних видів тварин та рослин, що потенційно може спричинити зникнення аборигенних видів.

## Рекомендована література
- Велика тихоокеанська сміттєва пляма. behindthenews.ua (ua) . 16 січня 2024. Процитовано 14 квітня 2025.
- Шевченко, Анатолій (15 лютого 2021). З чого складається Велика тихоокеанська сміттєва пляма. Цікавості (укр.). Процитовано 14 квітня 2025.